# Pierre Gamarra
Pierre Gamarra (ejtsd: [pjɛʁ gamaˈʁa], Toulouse, 1919. július 10. – Argenteuil, 2009. május 20.) francia költő, író, újságíró, esszéista és kritikus.

## Pályafutása
Toulouse-ban született 1919-ben. 1938 és 1940 között tanárként dolgozott Dél-Franciaországban. A német megszállás alatt különféle ellenállási csoportokhoz csatlakozott Toulouse-ban.
1945 és 1951 között szülővárosban dolgozott újságíróként.

## Magyarul
- Árnyék és fény Spanyolországban; ford. Szíjgyártó László; Kossuth, Bp., 1962
- A Goncourt-díjas gyilkos. Regény; ford. Vásárhelyi Miklós; Európa, Bp., 1964
- Pireneusi rapszódia. Regény; ford. Parancs János; Európa, Bp., 1966
- Tavasz kapitány. Regény; ford. Klumák István; Móra, Bp., 1967 (Delfin könyvek)
- A blagaroni fáraó. Regény; ford. Schindler Anna; Móra, Bp., 1973 (Delfin könyvek)
- Rosalie Brousse. Regény; ford. Hollós Adrienne; Európa, Bp., 1979